# Stockhorn (Alpy Berneńskie)
Stockhorn – szczyt w Alpach Berneńskich, części Alp Zachodnich. Leży w Szwajcarii w kantonie Berno. Pierwszym znanym zdobywcą szczytu jest Benedikt Marti z Berna, zwany Aretiusem, który w 1558 r. prowadził na nim badania botaniczne i zestawił listę wszystkich występujących tu i rozpoznanych przez niego roślin. Szczyt można zdobyć ze schronisk Martischipfa (1940 m) lub Stockhorn-Biwak (2598 m).